# MIL-68

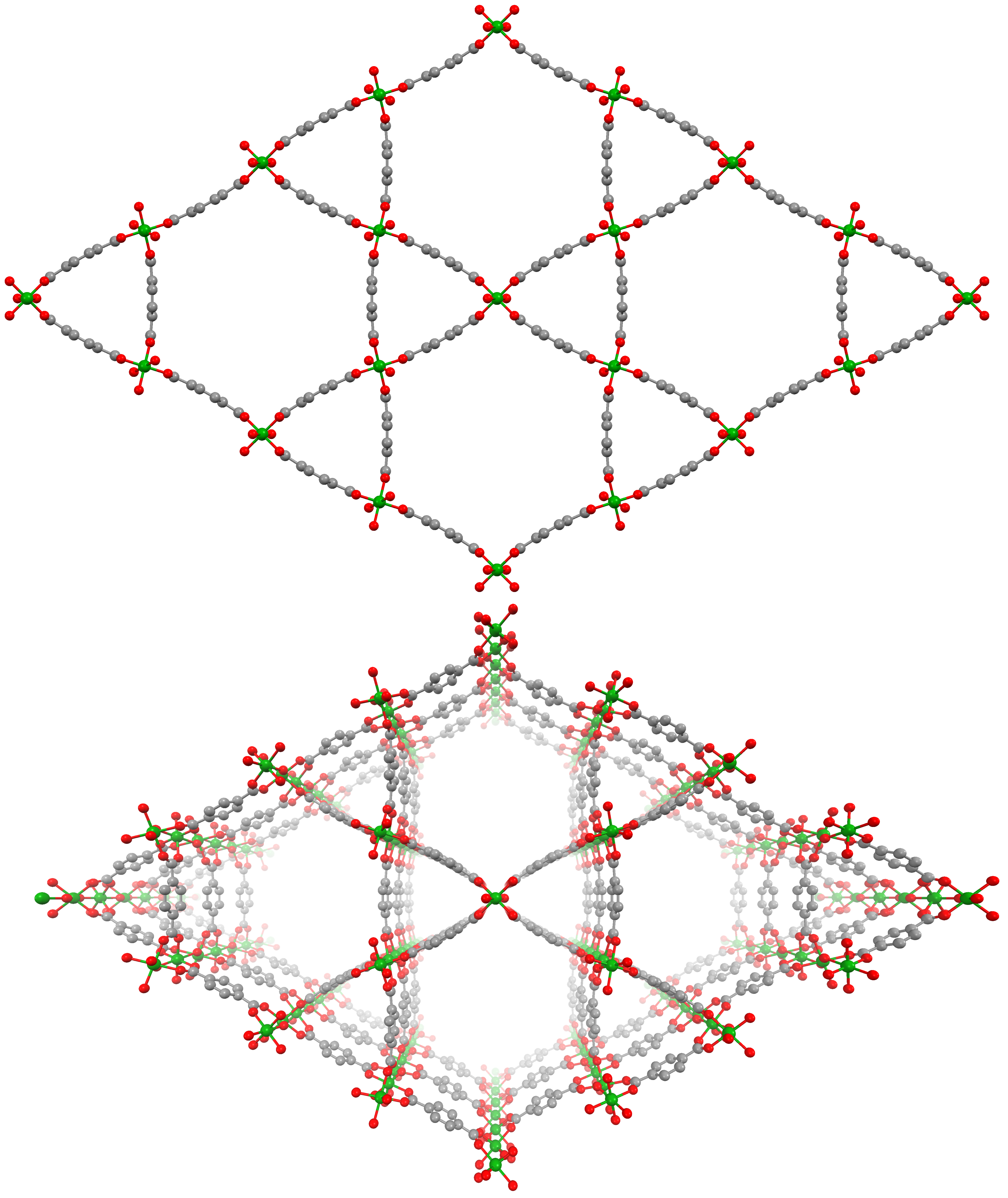
Kristallstruktur von MIL-68. Orthografische (oben) und perspektivische (unten) Ansicht des Porenquerschnitts. Metallzentren: grün, Sauerstoff: rot, Kohlenstoff: grau, Wasserstoffatome: nicht dargestellt.

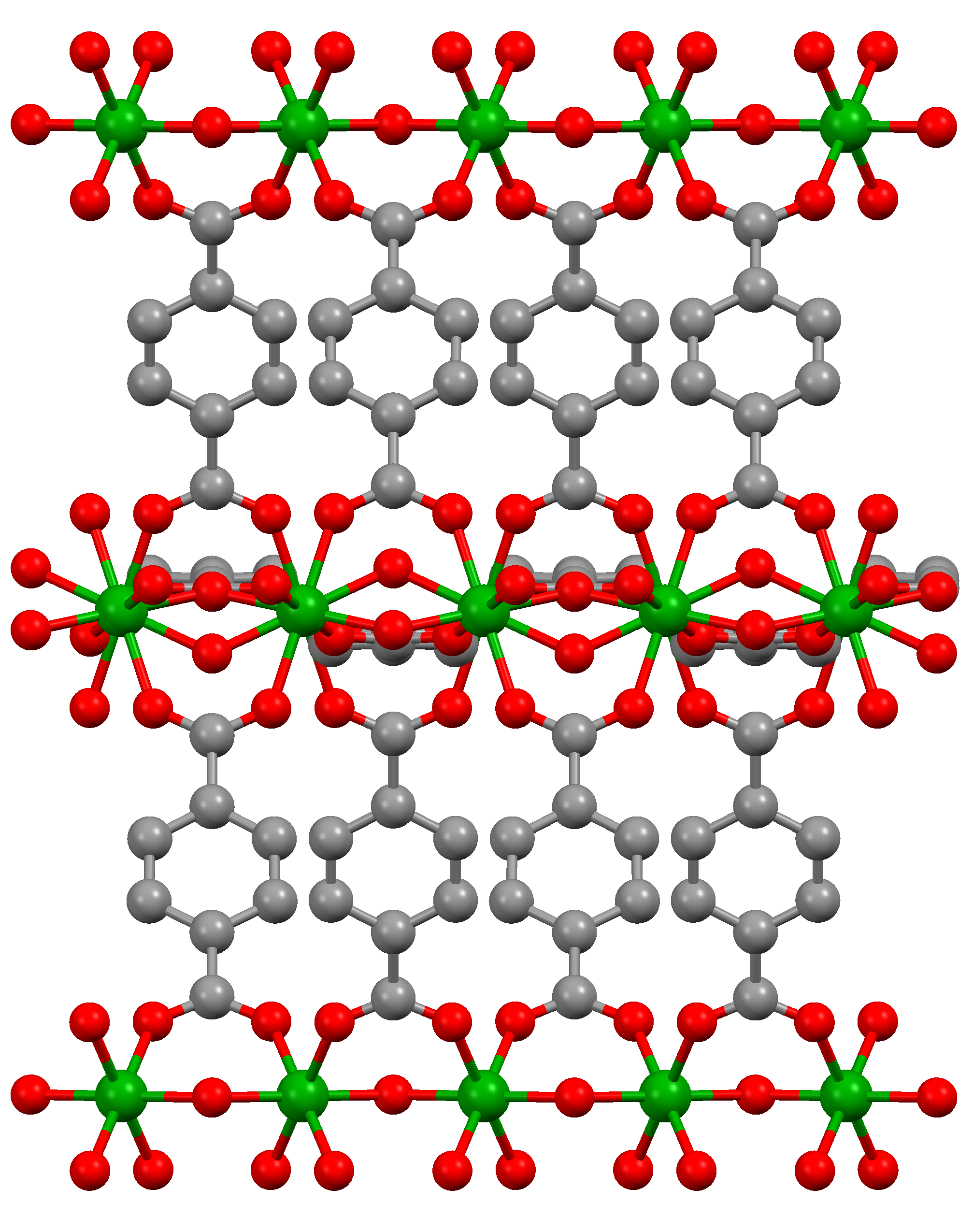
Kristallstruktur von MIL-68 mit den sekundären Baueinheiten (Al-OH-Ketten). Blickrichtung senkrecht zu den Poren.

MIL-68 (MIL ⇒ Matériaux de l′Institut Lavoisier) ist die Bezeichnungen für eine Strukturfamilie, die zu der Materialklasse der Metall-organischen Gerüstverbindungen gehört. Metall-organische Gerüstverbindungen sind kristalline Materialien, in welchen Metallzentren durch Brückenliganden (sogenannte Linker) dreidimensional in sich wiederholenden Koordinationseinheiten verbunden sind. Im desolvatierten Zustand ist die Summenformel der MIL-68-Struktur M(OH)(BDC) mit BDC = Terephthalat.

## Beschreibung
Die MIL-68-Struktur besteht aus dreiwertigen (Oxidationszustand +3) Metallzentren, welche durch Hydroxidgruppen (OH−) miteinander zu eindimensionalen zick-zack-Ketten verknüpft sind. Diese anorganischen M3+-OH-Ketten bilden die sekundäre Baueinheit (englisch secondary building unit, SBU) der Struktur und werden durch Terephthalat-Linker mit vier benachbarten anorganischen Ketten verbunden. Dadurch entstehen in der MIL-68-Struktur zwei Sorten von eindimensionalen, stäbchenförmigen Poren. Die größeren Poren haben einen hexagonalen Querschnitt mit ~16 Å Durchmesser und die kleinen Poren haben einen dreieckigen Querschnitt mit ~6 Å Durchmesser. Die Gerüststruktur von MIL-68- ist starr (kein Atmungseffekt) und weist somit keine bedeutenden Veränderungen bei verschiedenen äußeren Einflüssen auf.

## Strukturelle Analoga
MIL-68-Struktur wurde zuerst mit Vanadium (V3+) als Metallzentrum synthetisiert. Darüber hinaus wurden auch Eisen (Fe3+), Aluminium (Al3+), Indium (In3+) oder Gallium (Ga3+) als Metallzentren für MIL-68-Materialien eingesetzt. Die MIL-68-Struktur wurde auch mit anderen Linkern als Terephthalsäure hergestellt. Dazu zählen Aminoterephthalsäure (MIL-68-NH2), Nitroterephthalsäure (MIL-68-NO2) und Bromterephthalsäure (MIL-68-Br). Diese Linkermoleküle besitzen zusätzlich zu den zwei Carboxylatgruppen eine zusätzliche funktionelle Gruppen am Benzolring, welche nicht für den Aufbau der Gerüststruktur notwendig ist, und können dafür verwendet werden, die Materialeigenschaften bei gleichbleibender Gerüststruktur zu verändern oder um post-synthetische Modifizierungen durchführen zu können. Außerdem wurde die MIL-68-Struktur mit einem nicht-aromatischen Linker (2-Methyl-2-butendisäure) synthetisiert. Es wurden auch ein bimetallische MIL-68-Materialien, welche zwei verschiedene Metalle enthalten, und Mixed-Linker MIL-68-Materialien, die zwei verschiedene Linker enthalten, hergestellt.

## Gerüstisomerie
Es existieren weitere Strukturfamilien von Metall-organischen Gerüstverbindungen, die ebenfalls aus dreiwertigen Metallzentren und Terephthalat als Linkermolekül aufgebaut sind, jedoch eine andere Gerüststruktur besitzen. Dazu zählen MIL-53 (= MIL-47), MIL-88B und MIL-101. MIL-53 hat die gleiche Summenformel (M(OH)(BDC)), sowie die gleiche sekundäre Baueinheit (M-OH-Ketten) wie MIL-68. Im Gegensatz dazu besitzen MIL-88B und MIL-101 eine andere Summenformel (M3O(OH)(BDC)3(H2O)2) und eine andere sekundäre Baueinheit (isolierte, trimere M3O-Einheiten). Die Synthesebedingungen (Temperatur, Lösungsmittel, Dauer, Modulatoren, Metall-Linker-Verhältnis) haben einen starken Einfluss darauf, welche Gerüststruktur erhalten wird. MIL-53 ist häufig die thermodynamisch stabilste Gerüststruktur und wird bei den Synthesen häufig als zusätzliche, unerwünschte Phase erhalten.